# USAC National Championship 1972
USAC National Championship 1972 var ett race som kördes över tio omgångar. Joe Leonard upprepade sin bedrift från 1971 och tog hem sin andra raka titel. Billy Vukovich Jr. och Roger McKluskey blev tvåa respektive trea, medan Mark Donohue tog hem Indianapolis 500.

## Delsegrare
| Datum        | Bana             | Vinnare           |
| ------------ | ---------------- | ----------------- |
| 18 mars      | Phoenix          | Bobby Unser       |
| 23 april     | Trenton          | Gary Bettenhausen |
| 27 maj       | Indianapolis 500 | Mark Donohue      |
| 4 juni       | Milwaukee        | Bobby Unser       |
| 16 juli      | Michigan         | Joe Leonard       |
| 29 juli      | Pocono           | Joe Leonard       |
| 13 augusti   | Milwaukee        | Joe Leonard       |
| 3 september  | Ontario          | Roger McKluskey   |
| 24 september | Trenton          | Bobby Unser       |
| 4 november   | Phoenix          | Bobby Unser       |

## Slutställning
| Plats | Förare             | Poäng |
| ----- | ------------------ | ----- |
| 1     | Joe Leonard        | 3460  |
| 2     | Billy Vukovich Jr. | 2200  |
| 3     | Roger McKluskey    | 1970  |
| 4     | Al Unser           | 1800  |
| 5     | Mark Donohue       | 1720  |
| 6     | Mike Hiss          | 1665  |
| 7     | Johnny Rutherford  | 1620  |
| 8     | Bobby Unser        | 1500  |
| 9     | Sam Sessions       | 1440  |
| 10    | Mike Mosley        | 1250  |
| 11    | Mario Andretti     | 1135  |
| 12    | Gary Bettenhausen  | 790   |
| 13    | Wally Dallenbach   | 720   |
| 14    | Salt Walther       | 690   |
| 15    | Lee Kunzman        | 670   |